# Ceguaca
Ceguaca es un municipio del departamento de Santa Bárbara en la República de Honduras.

## Toponimia
Ceguaca en mexicano significa "lugar de poseedores de espigas de maíz".

## Límites
| Orientación | Límite                                              |
| ----------- | --------------------------------------------------- |
| Norte       | Municipio de Santa Bárbara, Santa Bárbara           |
| Sur         | Municipio de San Francisco de Ojuera, Santa Bárbara |
| Este        | Municipio de Concepción del Sur, Santa Bárbara      |
| Oeste       | Municipio de Santa Bárbara, Santa Bárbara           |
| Oeste       | Municipio de Santa Rita, Santa Bárbara              |

## División Política
Aldeas: 5 (2013)
Caseríos: 33 (2013)
| Código | Aldea                 |
| ------ | --------------------- |
| 160501 | Ceguaca               |
| 160502 | El Edén               |
| 160503 | La Libertad           |
| 160504 | San Juan              |
| 160505 | Santa Ana o Las Lomas |
|        | La Cuchilla           |

## Hijos destacados
| Nombre                | Mérito                                                                 |
| --------------------- | ---------------------------------------------------------------------- |
| Ponciano Leiva Madrid | Militar y Presidente de Honduras en dos ocasiones constitucionalmente. |